# Artillerie Schietkamp

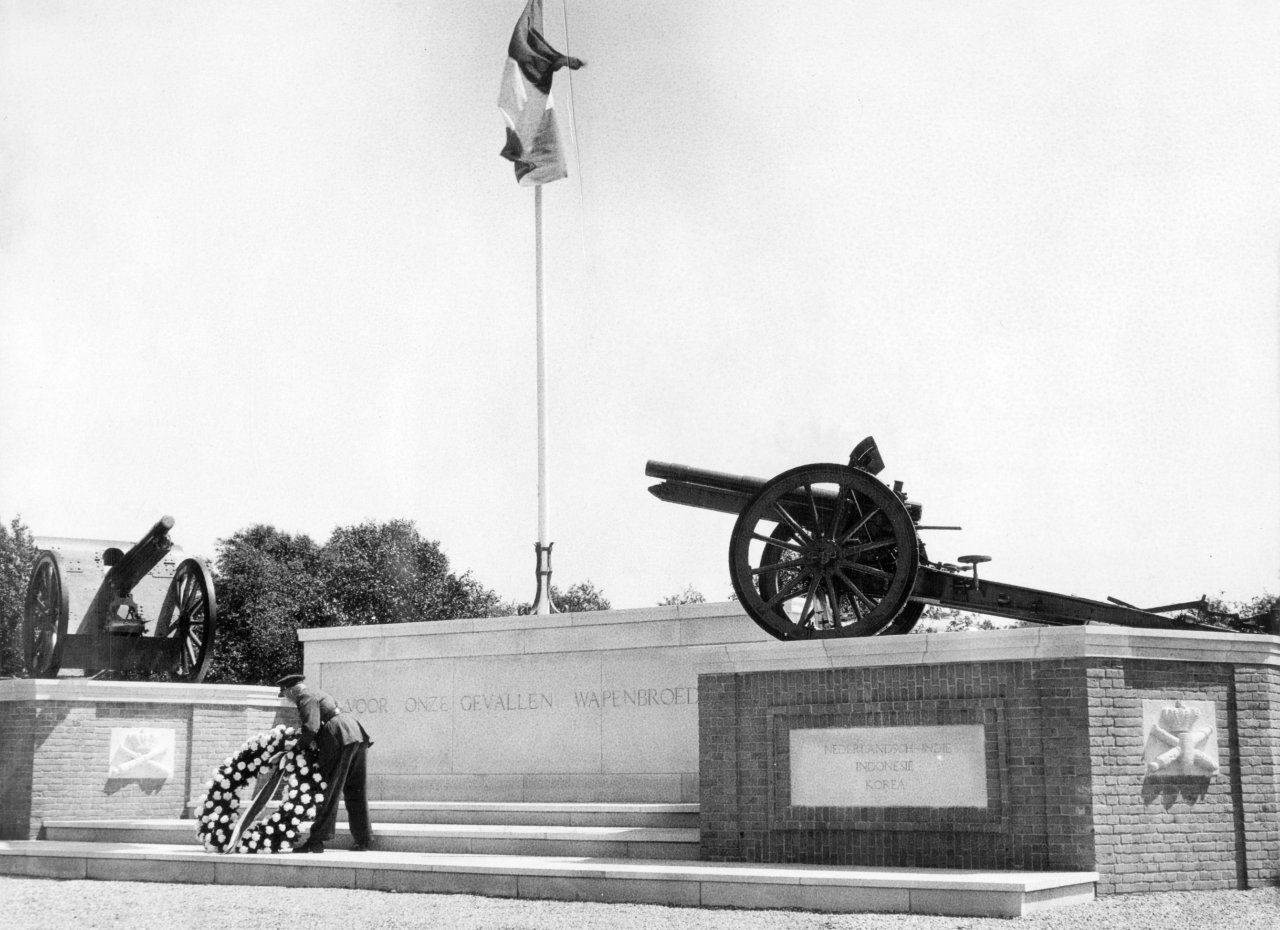
Het artillerie-monument in 't Harde voor alle bij de uitoefening van hun plicht omgekomen artilleristen

Artillerie Schietkamp bij 't Harde dateert uit de 19de eeuw. Het is een oefenterrein voor artilleriewapens van de Nederlandse krijgsmacht, gelegen op de noordelijke Veluwe. Sinds 1974 maakt veel van het ASK terrein deel uit van de gemeente Elburg.

## Aanleg
Op de Oldebroekse Heide bij Oldebroek werd in de tweede helft van de 19e eeuw een nieuwe schietbaan aangelegd waar de artillerie kon oefenen. Het probleem van de schietbanen destijds was dat deze te kort werden voor de moderne wapens. In opdracht van de toenmalige Minister van Oorlog werd daarom een nieuw terrein gezocht, dat centraal moest liggen en goed bereikbaar moest zijn zowel over de weg als over water. In 1875 werd de benodigde grond door het ministerie aangekocht. In 1877 loste het Regiment Vestingsartillerie de eerste schoten op de nieuwe  baan. Vanaf 1878 was de Artillerie Schietschool (ASS) uit Zwolle belast met de opleiding die sindsdien jaarlijks van 1 mei tot 1 november plaatsvond.
In het begin sliepen de soldaten in tenten, later kwamen er drie houten barakken. Vervolgens kwamen er stenen gebouwen en langzamerhand groeide het uit tot de Legerplaats bij Oldebroek.

## Na 1916
Na het begin van de Eerste Wereldoorlog werden in het kamp Belgische vluchtelingen ondergebracht. Na de oorlog was het een doorgangskamp voor Franse, Amerikaanse en Russische voormalige krijgsgevangenen op weg naar huis. In 1919 werd het schietterrein uitgebreid door het aankopen van de Doornspijksche Heide. In 1922 werd de  (ASS) in Zwolle gesloten en kreeg het schietkamp de naam Artillerie Schietkamp (ASK).
Het ASK werd in 1939 ontruimd vanwege de oorlogsdreiging. De Duitsers namen in 1940 het kamp over en noemden het 'Kamp Oldebroeksche Heide'. In augustus van dat jaar werd het voor het eerst door de geallieerden gebombardeerd. In maart 1945 slaagden ze er in de Duitsers met een laatste bombardement uit het kamp te verdrijven. Na de bevrijding werden er dienstplichtigen opgeleid die naar Nederlandsch-Indië werden gestuurd. In december 1945 kwam het kamp weer bij de artillerie gebruik.

## Brand

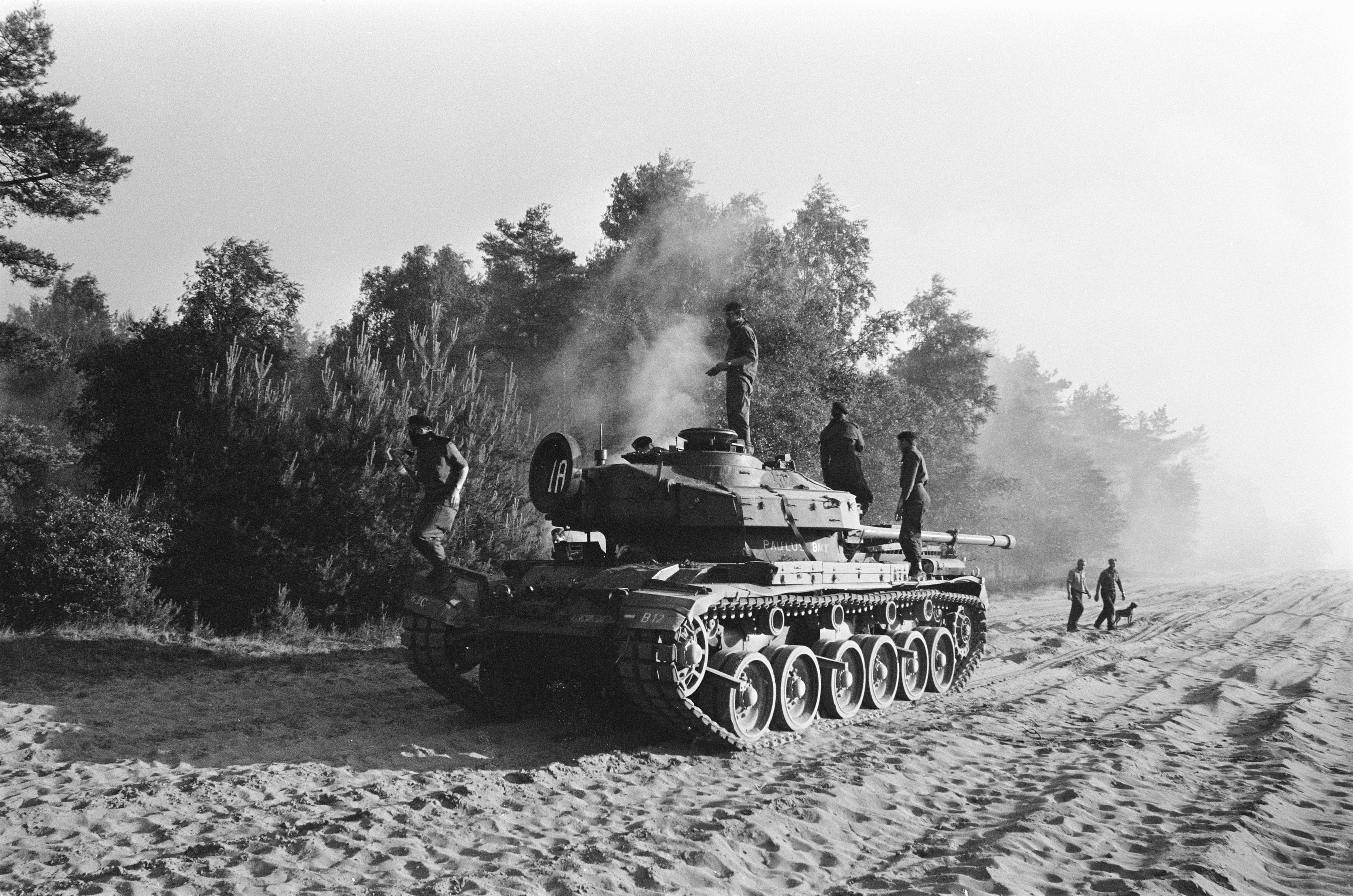
Bosbrand bij t Harde

Op 18 juni 1970 brak er, zoals wel vaker, brand uit op de schietbaan. Er stond een stevige oostenwind en het vuur sloeg over de spoorlijn en de snelweg heen. 't Harde werd bedreigd. Centurion-tanks legden  brandgangen aan, duizend brandweermannen werden bij het bestrijden van de brand geholpen door militairen en vrijwilligers. Op het kritieke moment draaide de wind. Zes huizen brandden af maar het dorp bleef behouden. Driehonderd hectare bos ging verloren.

## 21ste eeuw
Er oefenen ook de mortiereenheden van de infanterie op het ASK.